# Paladilhia roselloi
Espèce
Statut de conservation UICN

 VU D2 : Vulnérable
Paladilhia roselloi est une espèce de mollusques de la famille des Moitessieriidae.

## Distribution
Cette espèce est endémique de l'Ardèche et du Gard. Elle n'est connue que de Sanilhac-Sagriès et Russan (Sainte-Anastasie) dans la vallée du Gardon.